# MacDill Air Force Base
MacDill Air Force Base est une importante base de l'United States Air Force située dans le comté de Hillsborough au sud de Tampa en Floride.
Elle est le siège du United States Central Command et du United States Special Operations Command.

## Historique
Durant la crise des missiles de Cuba, les unités suivantes étaient en alerte sur cette base au 25 octobre 1962 :
- 836th AEIV (95 Republic F-84F Thunderstreak)
- 27th TFW (60 North American F-100 Super Sabre)
- 363th TRW (28 McDonnell RF-101 Voodoo et 18 Douglas RB-66B)
- 622th ARS (20 Boeing KB-50)